# Scruparia ambigua
Scruparia ambigua is een mosdiertjessoort uit de familie van de Scrupariidae. De wetenschappelijke naam van de soort werd in 1841 voor het eerst geldig gepubliceerd door Alcide d'Orbigny.